# Emilio Caracciolo di Sarno
Emilio Caracciolo di Sarno (Napoli, 23 dicembre 1835 – Napoli, 15 dicembre 1914) è stato un prefetto e politico italiano.

## Biografia
Laureato in giurisprudenza inizia la carriera negli ultimi mesi del Regno delle Due Sicilie come consigliere nell'intendenza finanziaria di Campobasso. A partire dal 1860 è intendente di governo a Piedimonte, Caserta, Ariano e Nola. Promosso prefetto ha retto le sedi di Campobasso, Avellino, Cremona, Bari, Catania, Venezia, Firenze e Napoli.